# Sede Rai di Trieste
La Sede Rai di Trieste (in sloveno Sedež Rai za Trst e in friulano Sede Rai di Triest) è il centro di produzione radiotelevisiva regionale della Rai per la regione autonoma Friuli-Venezia Giulia.

## Storia
La sede Rai di Trieste nasce nel 1931 con la denominazione Radio Trieste. Sotto l'occupazione tedesca della città (1943-1945) assunse il nome Radio Litorale Adriatico, irradiando trasmissioni in tedesco, italiano e sloveno.
Il 5 maggio 1945, con l'arrivo delle truppe jugoslave a Trieste, l'emittente assunse il nome di Radio Trieste Libera - Radio svobodni Trst; nel mese di giugno essa passò sotto il controllo del governo militare alleato. Dopo un anno di irradiazione di programmi sloveni e italiani alternati sulla stessa frequenza, le trasmissioni slovene si collocarono su una frequenza propria, assumendo il nome di Radio Trst A.
Nel 1954 la città di Trieste tornò all'Italia; nel giro di un anno, il 1º luglio 1955, Radio Trieste divenne formalmente la filiale regionale della Rai Radiotelevisione italiana per il Friuli-Venezia Giulia. Nel 1964 il primo ministro Aldo Moro inaugurò la nuova sede radiotelevisiva triestina, al civico 7 di via Fabio Severo.
Nel 1995 ebbe inizio la programmazione televisiva in lingua slovena, con l'apertura del canale dedicato Rai 3 BIS FJK, che inizialmente copriva le sole province di Trieste e Gorizia, affiancandosi alla stazione radiofonica (ora denominata Rai Radio Trst A).

## Televisione

### Programmi
- Rai Friuli-Venezia Giulia (italiano e friulano)
- Rai Furlanija-Julijska Krajina (sloveno)
- Buongiorno Regione
- TGR
- TGR Meteo (14:20 e 19:55). Il territorio regionale è suddiviso in zone climatiche: Alpi Carniche e Giulie (comprendente Tarvisio, Tolmezzo, Sigilletto e Chiusaforte), le Prealpi (comprendente Tricesimo, Maniago, Dignano e Cividale del Friuli) e le Pianure e zone costiere (comprendente Trieste, Udine, Pordenone e Gorizia).
- TDD (20:30). Il telegiornale regionale TDD Furlanija Julijska Krajina che adotta grafica e sigla identici al TGR italiano e viene trasmesso su Rai 3 BIS FJK. Il notiziario viene diffuso in diretta dallo stesso studio di quello italiano. Il TDD viene replicato su TV Koper-Capodistria (canale regionale dell'Istria slovena, dedicato alla minoranza linguistica italiana della RTV Slovenija) e sul primo canale della televisione pubblica slovena (TVSLO1). Dal 19 gennaio 2015 il telegiornale viene prodotto in tecnologia digitale e dal 14 settembre 2015 adotta una nuova grafica e sigla in nuovo studio pari a quello dell'edizione italiana.